# Едуард Дитл
Едуард Дитл (на немски: Eduard Dietl) (1890 – 1944) е немски офицер, участник в Първата и Втората световна война, генерал-полковник и кавалер на орден Рицарски кръст с дъбови листа и мечове.

## Биография

### Ранни години
Роден на 21 юли 1890 г. в Бад-Айблинг, Бавария в семейство на баварски финансист. През октомври 1909 г. постъпва във военната служба на Германската империя като офицерски кандидат от 5-и Баварски пехотен полк. Две години по-късно е произведен в чин лейтенант, и до началото на войната командва взвод картечна рота от баварския полк.

## Първа световна война
В стартовата фаза на Първата световна война е адютант на полка, като през септември е награден с Железен кръст II степен. Месец по-късно е тежко ранен и настанен до възстановяването си в лазарета. Между март 1915 и ноември 1916 г. отново е адютант на 5-и пехотен батальон. През юли е издигнат до чин старши лейтенант, а от септември получава наградата Железен кръст I степен. Малко след това е адютант на 7-а Баварска пехотна бригада. През октомври 1918 г. отново но по-сериозно ранен, той е удостоен със сребърна Значка за раняване.

### Между световните войни
След края на войната продължава службата си в германския Райхсвер. От 1919 г. е зачислен в доброволческия корпус на Франц Ритер фон Еп, като през август е повишен в чин капитан.
Между годините 1920 и 1924 г. командир на 19-и пехотен полк, а между 1924 и 1928 г. преподавател в пехотното училище. Година след това е началник-щаб на пехотен полк. Води този пост до 1931 г., в течение на което е повишен в чин майор.
От 1931 до 1934 г. е назначен на щабна длъжност в дивизия и полк. Повишен е до звание полковник през януари на следващата година.
От 1935 до 1938 г. командва 99-и планински полк, а от април е генерал-майор.

## Втора световна война
В стартовата фаза на войната генерал-майора командвал 3-та планинска дивизия, участваща в Операция Везерюбунг (Инвазията в Норвегия), провела се от 9 април до 10 юни 1940 г. По-голямата част от дивизията движеща се по суша вече е успяла да си пробие път към Нарвик, благодарение на военноморските десет разрушителя командвани от капитан Фридрих Бонте. Въпреки това Британската военноморска флота водена от кораба HMS Warspite (03) успява да унищожи и десетте разрушителя, превозващи войските на Дитл, а също така и да превземе града, поради което генерала е изтласкан към гората. По-късно те изоставят плановете си да изгонят германците от Норвегия, след успеха им на Западния фронт (Френско-Германската граница).
Девет дена след битката Дитл получава наградата Дъбови листа към Рицарския кръст, връчени му лично от Хитлер. Впоследствие той командва германските части в Норвегия, северна Финландия както и в Източна Европа. Заемащ тези постове той е повишен в чин генерал-полковник, а също така назначен и за командир на 20-а планинска армия воюваща на североизточния фронт, където резултата от Битка за Мурманск по-късно е твърде разочароваща за немците.
На 23 юни 1944 г. немски самолет Ju 52 превозващ Дитл, генерал от пехотата Томас-Емил фон Викеде, генерал от планинските войски Карл Еглсер, генерал-лейтенант Франц Роси и други трима пътници се разбива в близост до малкото селце Реттенег, Щирия – няма оцелели.

## Дати на повишение
- Ефрейтор – 29 януари 1910 г.
- Унтер-офицер – 11 март 1910 г.
- Кандидат офицер – 14 май 1910 г.
- Лейтенант – 26 октомври 1911 г.
- Старши лейтенант – 9 юли 1915 г.
- Капитан – 29 август 1919 г.
- Майор – 1 февруари 1930 г.
- Подполковник – 1 февруари 1933 г.
- Полковник – 1 януари 1935 г.
- Генерал-майор – 1 април 1938 г.
- Генерал-лейтенант 1 април 1940 г.
- Генерал от планинските войски – 19 юли 1940 г.
- Генерал-полковник – 1 юни 1942 г.

## Военна декорация
- Железен кръст – (1914, 1916 г.)
  - II степен
  - I степен
- Баварски военен орден за заслуги – II степен (?), IV степен с мечове (1918), и IV степен с корона (?)
- Значка за раняване – черна (1917) и сребърна (1918)
- Кръст на честта (1935)
- Споменателен медал от 13 март 1938
- Споменателен медал от 1 октомври 1938
- Сребърна пластинка към ордена Железен кръст II (1939) и I степен (1940)
- Рицарски кръст с дъбови листа и мечове
  - Носител на Рицарски кръст (9 май 1940 г.) като Генерал-лейтенант и командир на 3-та планинска дивизия[2]
  - Носител на Дъбови листа №1 (19 юли 1940 г.) като Генерал-лейтенант и командващ-генерал планински корпус „Норвегия“[2]
  - Носител на Мечове №72 (1 юли 1944 г.) като Генерал-полковник и началник-щаб на 20-а планинкса армия[2]
- Фински военен орден Бяла роза – Голям кръст със звезда и мечове (1941)
- Фински кръст на Свободата – I степен със звезда, дъбови листа и мечове (1941) и Голям кръст с мечове (1944)
- Партийна значка на НСДАП – златна (1943)
- Щит „Нарвик“
- Медал Източен фронт
- Споменат в ежедневния доклад на Вермахтберихт на 10 юни 1940 г.